# SARA (AV女優)
SARA（さら）は、日本のAV女優。

## 作品

### アダルトビデオ
2017年
- 奇跡の小麦肌BODY専属デビュームッチリ爆乳Gカップ現役GAL女子大生を発掘!!（8月1日、kira☆kira）
- 六本木でパリピギャル御用達 媚薬悶絶オイルマッサージ（9月13日、kira☆kira）
- 本番無しのデリヘルで昔俺をバカにしていた同級生の巨乳ギャルを発見…自宅に呼び出して盗撮映像をネタに本番を強要し性感開発中出し調教（10月1日、kira☆kira）